# Darlington (Pennsylvanie)
Pour les articles homonymes, voir Darlington.
Darlington est un borough situé dans le comté de Beaver, en Pennsylvanie, aux États-Unis,. En 2010, il comptait une population de 254 habitants. Il est incorporé le 28 mars 1820.

## Démographie
Lors du recensement de 2010, le borough comptait une population de 254 habitants. Elle est estimée, le 1er juillet 2019, à 244 habitants.

### Source de la traduction
- (en) Cet article est partiellement ou en totalité issu de l’article de Wikipédia en anglais intitulé « Darlington, Pennsylvania » (voir la liste des auteurs).